# Championnats d'Europe de gymnastique artistique masculine 2018
Navigation
Cluj-Napoca 2017 Szczecin 2019
Les 33es championnats d'Europe de gymnastique artistique masculine se tiennent du 9 au 12 août 2018 à Glasgow en Écosse (Royaume-Uni) dans le cadre de la première édition des Championnats sportifs européens 2018.

## Podiums
| Épreuves                                        | Or                                                                                       | Argent                                                                                  | Bronze                                                                          |
| ----------------------------------------------- | ---------------------------------------------------------------------------------------- | --------------------------------------------------------------------------------------- | ------------------------------------------------------------------------------- |
| Hommes (séniors)                                |                                                                                          |                                                                                         |                                                                                 |
| Concours par équipes résultats détaillés        | Russie David Belyavskiy Artur Dalaloyan Nikolay Kuksenkov Dmitriy Lankin Nikita Nagornyy | Grande-Bretagne Joe Fraser Dominick Cunningham James Hall Courtney Tulloch Max Whitlock | France Axel Augis Edgar Boulet Loris Frasca Julien Gobaux Cyril Tommasone       |
| Sol résultats détaillés                         | Dominick Cunningham                                                                      | Artem Dolgopyat                                                                         | Artur Dalaloyan                                                                 |
| Cheval d'arçons résultats détaillés             | Rhys McClenaghan                                                                         | Robert Seligman Sašo Bertoncelj                                                         | non décernée                                                                    |
| Anneaux résultats détaillés                     | Elefthérios Petroúnias                                                                   | İbrahim Çolak                                                                           | Courtney Tulloch                                                                |
| Saut de cheval résultats détaillés              | Artur Dalaloyan                                                                          | Ihor Radivilov                                                                          | Dmitriy Lankin                                                                  |
| Barres parallèles résultats détaillés           | Artur Dalaloyan                                                                          | David Belyavskiy                                                                        | Oliver Hegi                                                                     |
| Barre fixe résultats détaillés                  | Oliver Hegi                                                                              | Epke Zonderland                                                                         | Dávid Vecsernyés                                                                |
| Hommes (juniors)                                |                                                                                          |                                                                                         |                                                                                 |
| Concours par équipes résultats détaillés        | Russie Yuriy Busse Viktor Kalyuzhin Mikhail Khudchenko Grigorii Klimentev Sergey Naydin  | Grande-Bretagne Jamie Lewis Pavel Karnejenko Adam Tobin Donell Osbourne Jake Jarman     | Italie Lay Giannini Yumin Abbadini Nicolò Mozzato Ares Federici Edoardo De Rosa |
| Concours général individuel résultats détaillés | Nicolò Mozzato                                                                           | Jamie Lewis                                                                             | Sergey Naydin                                                                   |
| Sol résultats détaillés                         | Jamie Lewis 13,833                                                                       | Nicolò Mozzato 13,666                                                                   | Sergey Naydin 13,500                                                            |
| Cheval d'arçons résultats détaillés             | Edoardo De Rosa 14,066                                                                   | Jamie Lewis 13,733                                                                      | Gagik Khachikyan 13,600                                                         |
| Anneaux résultats détaillés                     | Grigorii Klimentev 14,300                                                                | Viktor Kalyuzhin 13,866                                                                 | Jamie Lewis 13,700                                                              |
| Saut de cheval résultats détaillés              | Sviataslau Dranitski 14,333                                                              | Jake Jarman 14,300                                                                      | Ares Federici 14,300                                                            |
| Barres parallèles résultats détaillés           | Ilya Kovtun 14,000                                                                       | Karim Rida 13,533                                                                       | Dominic Tamsel 13,533                                                           |
| Barre fixe résultats détaillés                  | Nicolò Mozzato 13,633                                                                    | Krisztian Balazs 13,300                                                                 | Daniel Wörz 13,066                                                              |